# Salsola micranthera
Salsola micranthera är en amarantväxtart som beskrevs av Botschantz. Salsola micranthera ingår i släktet sodaörter, och familjen amarantväxter. Inga underarter finns listade i Catalogue of Life.